# 以色列LGBT權益
以色列對女同性恋、男同性恋、双性恋和跨性别（LGBT）权益的保障是中东最進步的国家，也是亞洲容忍度最高的國家之一。儘管同性性行為於1988年合法化，但自1963年法院判決以來，以前的反對雞奸的法律並未得到執行。以色列成为亚洲第一个承认同性伴侣未经登记的同居关系的国家，成为亚洲第一个以任何身份承认同性结合的国家。儘管該國未進行同性婚姻，但以色列承认在其他地方登記的同性婚姻。这也使它成为亚洲中第一也是唯一的承认他国同性婚姻的国家。1992年开始禁止基于性取向的歧视。在2008年法院作出具有里程碑意義的判決之後，允许同性伴侣共同收養。此前曾允許繼親收養和非親生父母獲得有限的共同監護權。LGBT人民也被允許在軍隊中公開服役。
2015年的一項民意调查表明，尽管还有一些社会保守主义人士，但多数以色列人支持同性婚姻。特拉维夫经常被出版商评为全世界对同性恋最友好的城市之一，那里有著名的年度骄傲游行和同性恋海滩，因此赢得了《Out》杂志“中东的同性恋之都”的称号。据LGBT游客的评选，特拉维夫被评为2011年同性恋旅游最佳城市，但在2000年代也有一些针对LGBT的暴力事件发生，总理本雅明·内塔尼亚胡和总统希蒙·佩雷斯都批评了这类事件。2014年一座献给大屠杀同性恋受害者的纪念碑竖立在特拉维夫。

## 同性性行為合法性
以色列繼承了英國自1533年以來的雞姦法。沒有任何已知的記錄表明，曾經對成年人之间私下进行的合意同性性行為實施該法律。在某些案件中，被告被認定犯有「雞姦罪」（根据以色列法律，这也包括口交）是通過認罪協商的方式進行的，这些被告被指控犯有更严重的性犯罪。在其他嚴重的性犯罪情形下也被使用。此外，军事法庭上也有几起士兵因同性性行為而受审的案件。总检察长於1960年代初决定，以色列最高法院也在1963年裁定，該法不应适用于成年人私下之间合意的性行為。1988年，国民议会正式废除了对自愿同性性行为的禁令。同性恋和异性恋行为的同意年龄为16岁。

## 承認同性關係
儘管以色列沒有同性婚姻（或異性民事婚姻等），自1994年以来，以色列的未婚同性戀或異性戀伴侶擁有以未登記同居狀態為形式的同等婚姻權利，類似普通法婚姻。在诉讼之后，同性伴侣享有多项配偶福利（1994-1996年）和公务员的同性伴侣享有遗属津贴的权利（1998年）。

## 性別認同和表達
以色列的性別重置療法可以通过使用该国的公共医疗保险系统支付。但是，由於公眾對跨性別族群的意見，使得跨性別很难得到委员会的批准。因此，许多人自费进行激素替代療法和出国进行变性手术。
2013年6月，议会提出了一项法案，取消国民身份证上的性别标记。
自2015年以来，卫生部已允许跨性别者合法更改性别，而无需进行性别重置手术或变性手术。

## 捐血
自2017年6月1日起，以色列的男同性恋和双性恋者在经过一年的時間沒有發生男男性行為後被允许合法献血。但是，女同性恋者或双性恋女性不需要禁止性行為。
2018年1月，卫生部批准了允许同性恋和双性恋男性献血的新规定，不管他们最后一次发生性关系是什么时候；就像异性恋男性一样。

## 匯總表
| 同性性行为合法                                       | （實務上，自1963年；法律上，自1988年）                         |
| 同意年龄平等                                         | 是                                                             |
| 反就业歧视法律                                       | （自1992年）                                                   |
| 提供商品和服务的反歧视法律                           | （自2000年）                                                   |
| 在所有其他领域的反歧视法律（包括间接歧视，仇恨言论） | （自1997年）                                                   |
| 有關性別認同的反歧視法律                             | No                                                             |
| 同性婚姻                                             | /（自2006年起承认国外同性婚姻，2020年起承认特拉维夫同性婚姻 ） |
| 承认同性伴侣（如未登记同居、终身伴侣关系）           | （自1994年起未登记同居）                                       |
| 同性伴侣可繼親收養                                   | （自2005年）                                                   |
| 同性伴侶可共同收養                                   | （自2008年）                                                   |
| LGBT军人允许公开服役                                 | （自1993年）                                                   |
| 有权改变法律性别                                     | 是                                                             |
| 法律禁止的轉換療法                                   | / （自2014年起禁止在公共卫生系统实施转化治疗）                 |
| 女同性恋试管婴儿                                     | 是                                                             |
| 男同性恋情侣商业代孕                                 | /（以色列男同性恋伴侣只能在国外代孕）                          |
| 男男性接触人群（MSM）允许献血                        | (自2018年)                                                     |